# Rebrișoara
Rebrișoara is een Roemeense gemeente in het district Bistrița-Năsăud.
Rebrișoara telt 4883 inwoners.

## Stedenband
- Blain, Frankrijk